# Almadrones (kommunhuvudort)
Almadrones är en kommunhuvudort i Spanien.   Den ligger i provinsen Provincia de Guadalajara och regionen Kastilien-La Mancha, i den centrala delen av landet, 90 km nordost om huvudstaden Madrid. Almadrones ligger 1 055 meter över havet och antalet invånare är 116.
Terrängen runt Almadrones är kuperad norrut, men söderut är den platt. Runt Almadrones är det mycket glesbefolkat, med 4 invånare per kvadratkilometer. Närmaste större samhälle är Brihuega, 17,5 km sydväst om Almadrones. Trakten runt Almadrones består till största delen av jordbruksmark.